# Anna Aleksandra Jasielska
Anna Aleksandra Jasielska, pseud. Irena, Teresa Eljaszewicz, Czarna Hanka (ur. 26 lutego 1920 w Stanisławowie, zm. 21 sierpnia 1983 w Kielcach) – polska działaczka społeczna, doktor fizyki i wykładowca Politechniki Świętokrzyskiej, księgarz, żołnierz Armii Krajowej i uczestniczka powstania warszawskiego.

## Dzieciństwo i młodość
Ojciec Roman Jasielski (1871-1947) był księgarzem i wydawcą w Stanisławowie. Matka Janina z domu Jaworowska (1883-1944) była nauczycielką matematyki w tamtejszym seminarium nauczycielskim i działaczką Akcji Katolickiej. W chwili urodzin córki oboje byli już w dojrzałym wieku, a Anna, jako swoisty łącznik pokoleń, wychowywała się wspólnie z będącą niemal jej rówieśnicą córką swojego stryjecznego brata Jana Macieja Jasielskiego, Heleną Anną (ur. 1921).
Uczęszczała do szkoły elementarnej w Stanisławowie, a od 1930 do żeńskiego gimnazjum humanistycznego sióstr Urszulanek tamże. Należała do harcerstwa i Sodalicji Mariańskiej. Już w okresie nauki gimnazjalnej pomagała w prowadzeniu księgarni ojcu, który potrzebował wsparcia ze względu na pogarszający się stan zdrowia i wiek (Roman Jasielski w 1936 obchodził jubileusz 50-lecia pracy zawodowej); maturę zdała w czerwcu 1938 roku, ale zamiast planowanych studiów wyjechała do Poznania na roczną praktykę księgarską w Księgarni św. Wojciecha. Po powrocie w marcu 1939 przejęła kierownictwo księgarni stanisławowskiej i prowadziła ją aż do zamknięcia instytucji przez wkraczających Rosjan.

## Lata II wojny światowej
Na przełomie 1939 i 1940 odbyła kurs pielęgniarski, po którym podjęła pracę w Szpitalu Położniczym i Dziecięcym w Stanisławowie. Zamierzała podwyższyć kwalifikacje w Zaocznym Instytucie Medycznym w Odessie, ale ponownie nie było jej dane podjąć studiów, tym razem w związku z wybuchem wojny niemiecko-radzieckiej. Po zajęciu Stanisławowa przez Niemców ponownie uruchomiła pod nazwiskiem ojcowskim księgarnię; jednocześnie włączyła się aktywnie do konspiracji: uczestniczyła w tajnym nauczaniu (uczyła matematyki i fizyki), w Związku Walki Zbrojnej była od września 1941 szefem kurierów oraz odpowiadała za kolportaż prasy podziemnej, wykorzystując do tych działań księgarnię. Używała w tym okresie pseudonimu Irena. Wraz ze stryjeczną siostrą Jadwigą Jasielską (pseud. Lena, 1918-1998) oraz z Juliuszem Vaqueretem (pseud. Juliusz) tworzyła konspiracyjną "trójkę", podległa szefowi sztabu okręgu stanisławowskiego, kapitanowi Rudolfowi Majewskiemu (pseud. Feliks). W listopadzie 1942, po serii aresztowań wśród członków konspiracji (jednym z podejrzanych o dekonspirację był Juliusz Vaqueret), Jasielska otrzymała rozkaz opuszczenia terenu.
Na krótki czas trafiła do Lwowa, skąd z rekomendacją komendantki Lwowskiej Chorągwi Harcerek Stefanii Stipal (pseud. Luna) wysłana została do Komendy Pogotowia Harcerek w Warszawie. Od stycznia do maja 1943 pracowała w zakładzie Rady Głównej Opiekuńczej dla dzieci wojskowych w Skolimowie. W obawie przed zdradzeniem jej miejsca pobytu przez aresztowaną w tym czasie Jadwigę Jasielską, przełożeni wysłali Annę do Puław, gdzie jednak nie udało się jej dotrzeć. Trafiła natomiast do Lublina, gdzie za pośrednictwem sióstr urszulanek, pod pseudonimem Teresa Eljaszewicz (od nazwiska panieńskiego babki Petroneli Jasielskiej), prowadziła konspiracyjne lekcje z matematyki, a sporadycznie także z łaciny i historii Polski. Oficjalnie pracowała w sklepie warzywnym, a potem jako urzędniczka w firmie transportowej "Walter Kubenz", gdzie przepisywała na maszynie rozkazy i instrukcje harcerskie i AK-owskie. Brała udział w harcerskiej akcji pomocy wysiedlanym z ziemi zamojskiej, polegającej m.in. na ukrywaniu dzieci przez wywózką do Niemiec i grożącym procesem germanizacji. W lipcu 1944, po bombardowaniu Lublina, jako sanitariuszka niosła pomoc rannym. Była łączniczką szefa Wojskowej Służby Kobiet Armii Krajowej Okręgu Lubelskiego, wykonywała misje kurierskie m.in. w Krasnymstawie i Kraśniku. W czasie jednej z dalszych misji pod koniec lipca 1944 została zmuszona do pozostania w Warszawie i niebawem przystąpiła do powstania, w kompanii B 1 pułku "Baszta" pod dowództwem porucznika Stanisława Szymczyka (pseud. Jacek); przyjęła powstańczy pseudonim Czarna Hanka i brała udział w walkach na Mokotowie. Po kapitulacji powstania zbiegła z transportu do Niemiec; próbując przedostać się przez linię frontu do Stanisławowa, była dwukrotnie zatrzymywana przez Niemców i krótko więziona najpierw w Tarnowie, potem w Krakowie. Ostatecznie schyłek wojny spędziła w Wierzbnie koło Proszowic, pracując jako gminny agronom.

## Księgarz
Wiosną 1945 udało się Jasielskiej powrócić do rodzinnego Stanisławowa; nie zastała już przy życiu matki, zmarłej po długiej chorobie 23 maja 1944. Pod nazwiskiem ojca wznowiła działalność księgarni, a także podjęła się roli nauczycielki w szkole z polskim językiem wykładowym. Rok później razem z ojcem, na fali repatriacji, znalazła się we Wrocławiu. Uruchomiła księgarnię z początkiem października 1946, należąc jednocześnie do najaktywniejszych postaci polskiego ruchu księgarskiego we Wrocławiu w pierwszych latach powojennych. Weszła w skład pięcioosobowego komitetu organizacyjnego Dolnośląskiego Koła Związku Księgarzy Polskich, obok Zbysława Arcta, Tadeusza Jarmickiego, Józefa Lacha i Marii Moskalowej; przez dwie kadencje zasiadała w komisji szkolenia zawodowego przy tym kole. Po śmierci ojca (1 marca 1947), któremu Koło Dolnośląskie nadało tytuł prezesa honorowego, Jasielska prowadziła przez kilka lat księgarnię samodzielnie. W 1948 centrala związku w Warszawie zweryfikowała ją jako "kwalifikowanego księgarza".

## Lata zakonne
Od dzieciństwa będąc osobą religijną, pod koniec 1949 spełniła obietnicę daną kilka lat wcześniej ojcu i wstąpiła do Zgromadzenia Sióstr Urszulanek Szarych. Przebywała w klasztorze w Pniewach koło Poznania. Wytrwała w zakonie tylko do 1953, po krótkim czasie popadając w konflikt z innymi zakonnicami, które odmawiały jej rzeczywistego powołania. Naraziła się także siostrom krytyką ich życia i obyczajów, a dodatkowo na przeszkodzie wytrwaniu w zakonie stanął temperament Jasielskiej, która niezależnie od swojej pobożności była osobą towarzyską, nie stroniącą od papierosa i alkoholu, chętnie uczestniczącą w zabawach i opowiadającą w zaufanym towarzystwie rubaszne dowcipy. Opuszczając klasztor pozostała bez majątku, pozostawiła bowiem interes księgarski w rękach nieuczciwego dzierżawcy. W tej sytuacji wyjechała do Sosnowca, do owdowiałej ciotki, nauczycielki muzyki; w Sosnowcu podjęła pracę w księgarni Domu Książki, gdzie przez kilka lat zajmowała stanowiska kierownicze.

## Praca naukowa
Nie przerywając pracy zawodowej, w 1956 podjęła studia w trybie zaocznym na Wydziale Matematyki, Fizyki i Chemii Wyższej Szkoły Pedagogicznej w Katowicach. Pięcioletni program studiów wypełniła w ciągu czterech lat, uzyskując magisterium z fizyki 30 czerwca 1960. We wrześniu tegoż roku podjęła pracę w Katedrze Fizyki katowickiej uczelni, nie mogąc jednak ze względu na wiek (ukończone 40 lat) uzyskać normalnej asystentury, zadowoliła się stanowiskiem asystenta technicznego. Zdobywała zarazem doświadczenie pedagogiczne na poziomie szkolnictwa średniego, będąc nauczycielką VIII Liceum Ogólnokształcącego imienia Wilhelma Piecka oraz Państwowego Liceum dla Pracujących. W Wyższej Szkole Pedagogicznej prowadziła ćwiczenia rachunkowe do wykładów profesora Kazimierza Grotowskiego z Krakowa. Jednocześnie jako pracownik Zakładu Fizyki Współczesnej wchodziła w skład zespołu doktora Jerzego Benisza, uczestnicząc w pracach naukowo-badawczych prowadzonych we współpracy z Pracownią Reakcji Jądrowych Instytutu Fizyki Jądrowej w Krakowie-Bronowicach; w latach 1963-1968 zespół ten ogłosił sześć prac naukowych związanych z techniką emulsji jądrowych oraz rekcjami jądrowymi. Jasielska pracowała również nad doktoratem, który obroniła 2 kwietnia 1969 na Uniwersytecie Śląskim w Katowicach. Promotorem rozprawy, zatytułowanej Poziomy jądra Ti 49 wzbudzane w reakcji strippingu deuteronów, był prof. Grotowski. Od października 1964 była starszym asystentem w Zakładzie Fizyki Współczesnej katowickiej uczelni; we wrześniu 1967 została przeniesiona na stanowisko wykładowcy (potem adiunkta) w Kielecko-Radomskiej Wyższej Szkole Inżynierskiej w Kielcach (późniejsza Politechnika Świętokrzyska). Do 1972 kierowała tam Pracownią Fizyki. Odbyła staż w Instytucie Fizyki Jądrowej w Krakowie (1971/1972), uczestniczyła także w międzynarodowych konferencjach fizyków w Rumunii (tzw. "szkoła fizyki"). Niezależnie od podnoszenia kwalifikacji zawodowych uzupełniała wiedzę w innych dziedzinach, i to całkiem odmiennych – w 1966 uzyskała dyplom zaocznego Instytutu Wyższej Kultury Religijnej przy Katolickim Uniwersytecie Lubelskim, a w 1970 ukończyła roczne studium historii najnowszej na Wieczorowym Uniwersytecie Marksizmu-Leninizmu w Kielcach. 30 września 1980 przeszła na emeryturę, odbierając z tej okazji Złoty Krzyż Zasługi i Medal Komisji Edukacji Narodowej.

## Działalność społeczna
Okres kielecki w życiu Jasielskiej to także czas działalności społecznej. Wchodziła w skład Rady Zakładowej Związku Nauczycielstwa Polskiego na uczelni, w dzielnicy mieszkaniowej była aktywistką koła Ligi Kobiet, na potrzeby którego głosiła wykłady. Od 1978 należała do Związku Bojowników o Wolność i Demokrację, ale była też zaangażowana w środowiska solidarnościowe i katolickie. Przez wiele lat organizowała rekolekcje dla maturzystów w Częstochowie, działała w ruchu oazowym "Wiara i Nauka". Uczestnicząc w rumuńskiej "szkole fizyki", za pośrednictwem miejscowej Polonii zapoznała się z sytuacją tamtejszego Kościoła katolickiego. Po konsultacjach z prymasem Stefanem Wyszyńskim organizowała pomoc dla rumuńskich katolików, szczególnie Polaków tam zamieszkałych, którym przywoziła polskie książki, płyty, śpiewniki, a także w ukryciu dewocjonalia. Utrzymywała kontakt z polskimi szkołami oraz ośrodkami polonijnymi w Ploeszti i Bukareszcie. Wspólnie z dominikaninem ojcem Włodzimierzem Kucharkiem zorganizowała studia polonistyczne na Uniwersytecie Jagiellońskim dla dwóch młodych Polek z Rumunii (uzyskały dyplomy uniwersyteckie w 1978). W lutym 1980, podczas pobytu w Rzymie, Jasielska bez większego powodzenia usiłowała zainteresować problemem Kościoła katolickiego w Rumunii koła watykańskie.
Od schyłku lat 50. XX wieku Anna Jasielska udzielała się w Ruchu Kultury Chrześcijańskiej „Odrodzenie”. Wraz z Ignacym Kruszyńskim organizowała na Jasnej Górze Dni Modlitw Inteligencji Katolickiej, na których członkowie "Odrodzenia" spotykali się z prymasem Wyszyńskim. Przyczyniła się do ożywienia działalności ośrodka „odrodzeniowego” w Poznaniu, współtworzyła koła m.in. w Białej Podlaskiej i Rzeszowie, brała udział w spotkaniach w Krakowie; w wielu miejscach kraju głosiła wykłady i pogadanki, utrzymywała kontakt z hierarchami kościelnymi (Władysław Jędruszuk, Ignacy Tokarczuk), interesowała się problematyką Kościoła unickiego. Konsekwentne starania o budowę nowego kościoła w jej kieleckiej dzielnicy Szydłówek prawdopodobnie zamknęły jej drogę do stanowiska docenta.
Miejscem pracy społecznej Jasielska uczyniła również własne mieszkanie, które udostępniała kształcącej się młodzieży (w różnych okresach mieszkało tam kilkanaście osób); pomagała w nauce, doradzała wybór drogi życiowej, starała się pomóc w zdobyciu pracy i mieszkania. Chętnie towarzyszyła młodzieży w pielgrzymkach pieszych, była miłośniczką turystyki górskiej, zapaloną autostopowiczką. Na jej wsparcie mogli liczyć także dorośli potrzebujący, szczególnie osoby samotne, starsze, schorowane. Pomagała także rodzinom wielodzietnym. Mimo niepowodzenia życia zakonnego pozostałą osobą głęboko religijną; niemal codziennie uczestniczyła czynnie w mszy, także w ostatnich miesiącach, kiedy dotknięta chorobą poruszała się na wózku inwalidzkim z pomocą osób życzliwych. Choroba nowotworowa nie pozwoliła Jasielskiej zrealizować zamiaru pracy misyjnej w Rwandzie. W 1969 przeszła poważną operację, ale nie ograniczyło to jej aktywności. Zmarła 21 sierpnia 1983 w kieleckim szpitalu, pochowana została na Cmentarzu Grabiszyńskim we Wrocławiu w grobowcu ojca (pole 3).

## Charakterystyka
Jedna z jej wieloletnich znajomych scharakteryzowała ją następująco: „Anda była zawsze dzieckiem bardzo dobrym, ale niesfornym, trzymały się jej często tzw. <<psie figle>>, ale nigdy ani złośliwe, ani nieetyczne. Dzieliła się chętnie tym, co posiadała, słodyczami, zabawkami. Była bardzo bezpośrednia, co zresztą pozostało jej do końca życia. Miała zawsze tylko jedno oblicze.”
W tomie XXI cyklu Chrześcijanie zawarte zostały wspomnienia wojenne Anny Jasielskiej. Poświęcony jej został także rozdział książki Jana Harajdy Jasielscy z Kresów (Poznań 2005). Dokumenty i zdjęcia znajdują się w Ossolineum w Dziale Rękopisów.